# Politiche di Silvio Berlusconi

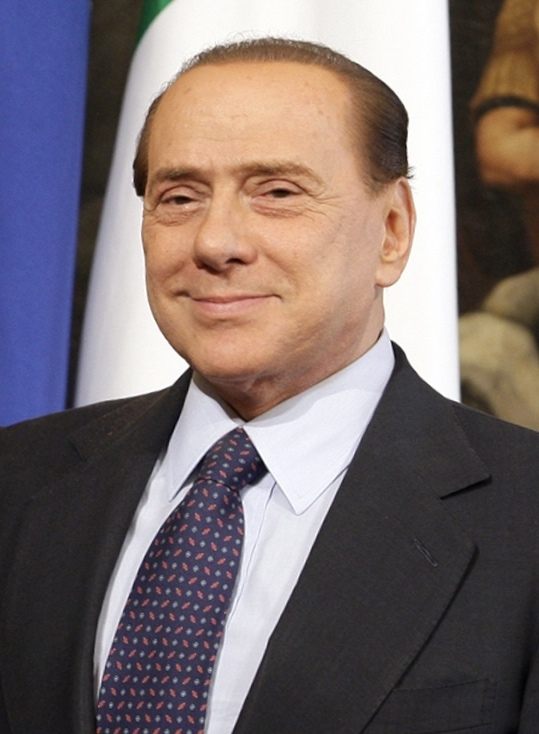
Silvio Berlusconi nel 2010.

In questa pagina vengono descritte le politiche perseguite dai governi guidati da Silvio Berlusconi.
Silvio Berlusconi ha ottenuto quattro incarichi da presidente del Consiglio: il primo nella XII legislatura (1994), due consecutivi nella XIV (2001-2005 e 2005-2006); ed infine nella XVI (2008-2011). Con 3.340 giorni nella carica di Presidente del Consiglio (oltre nove anni), è il terzo politico italiano per durata complessiva al governo (dopo Benito Mussolini e Giovanni Giolitti), il primo dell'Italia repubblicana ed inoltre ha presieduto i due governi più duraturi dalla proclamazione della Repubblica (Governo Berlusconi II e Berlusconi IV).

## Governi presieduti
- Governo Berlusconi I, dall’11 maggio 1994 al 17 gennaio 1995;
- Governo Berlusconi II, dall'11 giugno 2001 al 23 aprile 2005;
- Governo Berlusconi III, dal 23 aprile 2005 al 17 maggio 2006;
- Governo Berlusconi IV,  dall'8 maggio 2008 al 16 novembre 2011.

### Vertici G7 e G8 presenziati
Silvio Berlusconi è l'unico leader mondiale ad aver presieduto 3 vertici del G7/G8.
- 20º G7, 8 - 10 luglio 1994 a Napoli  Presidente ospitante
- 27º G8, 20 - 22 luglio 2001 a Genova  Presidente ospitante
- 28º G8, 26 - 27 giugno 2002 a Kananaskis
- 29º G8, 2 - 3 giugno 2003 a Évian-les-Bains
- 30º G8, 8 - 10 giugno 2004 a Sea Island
- 31º G8, 6 - 8 luglio 2005 a Gleneagles
- 34° G8, 7 - 9 luglio 2008 a Toyako
- 35º G8, 8 - 10 luglio 2009 a L'Aquila  Presidente ospitante
- 36º G8 6 - 8 febbraio 2010 a Iqaluit
- 37º G8, 26 - 27 maggio 2011 a Deauville

## Politica interna
Tra le molte motivazioni dei successi elettorali di Berlusconi nel 1994, nel 2001 e anche nel '96 "ci fu l'elemento dell'antipolitico. La sbronza del politichese, l'arroganza dei partiti, l'autoreferenzialità degli apparati, l'ipocrisia ideologica utilizzata come copertura del malaffare e del malgoverno, avevano generato un movimento di rigetto della politica che del resto aveva in Italia una sua tradizione secolare.
Berlusconi fu l'immagine-simbolo dell'antipolitico, nei comportamenti, nel linguaggio, nell'immagine che aveva di sé e che proiettava sulla gente, mille volte amplificata dalla potenza mediatica di cui disponeva". Ufficialmente dichiaratisi fautore del liberalismo nonché sostenitore del Partito Popolare Europeo, le sue scelte di politica interna cercarono di mantenersi fedeli a questa immagine di populismo, ma spesso esse furono abbandonate in nome di politiche più conformi ad un filone di conservatorismo proprio del tradizionale blocco d'ordine italiano.

### Azioni legislative

#### 2001-2006
Dal 2001 al 2006 la maggioranza parlamentare di Berlusconi varò molte riforme, tra cui (in ordine cronologico):
- Legge per l'esercizio del diritto di voto dei cittadini italiani residenti all'estero (2001), detta "legge Tremaglia" dal nome del Ministro per gli italiani nel mondo.
- Abolizione dell'imposta sulle successioni e donazioni (2001). Fu reintrodotta dal successivo governo di Romano Prodi.[4]
- Legge obiettivo per le grandi opere (2001): il progetto "autostrade del mare", ferrovie ad alta velocità Torino-Milano-Firenze-Roma-Napoli e Torino-Verona-Venezia; il progetto MOSE per salvare la città di Venezia; il Ponte sullo Stretto di Messina tra la Sicilia e la penisola italiana; le metropolitane di Roma, Parma, Napoli, Torino, Milano; modernizzazione delle autostrade e delle strutture portuali nell'Italia meridionale.
- Riforma della disciplina dell'immigrazione (2002), detta "legge Bossi-Fini".
- Conferma ed inasprimento dell'Articolo 41-bis, noto come "carcere duro" (2002). Venne preso come un provvedimento permanente (la norma aveva fino ad allora carattere di temporaneità e doveva essere riconfermata ogni due anni).
- Introduzione della patente a punti (2003), che comportò un calo significativo degli incidenti stradali (specialmente di quelli mortali) e una riduzione della mortalità.[5]
- Legge antifumo (2003), detta "legge Sirchia" dal nome del Ministro della salute: divieto, a partire dal 10 gennaio 2005, di fumare nei luoghi pubblici al chiuso a eccezione dell'introduzione di apposite sale fumo.[6]
- Riforma del lavoro (2003), con la cosiddetta "legge Biagi" (chiamata così dopo che il giuslavorista fu ucciso dal gruppo terroristico comunista delle Nuove Brigate Rosse a causa del suo ruolo di consigliere economico del governo Berlusconi) a favore della flessibilità in ingresso nel mondo del lavoro.[7]
- Riforma della scuola (2003), chiamata "riforma Moratti" dal nome del Ministro dell'istruzione, dell'università e della ricerca. Fu rapidamente messa sotto revisione dal nuovo governo di centro-sinistra quando Romano Prodi tornò al potere.
- Legge sulla disciplina del conflitto d'interessi (2004), detta "legge Frattini" dal nome del Ministro degli affari esteri.
- Decreto Urbani (2004), chiamato così dal Ministro dei beni e delle attività culturali Giuliano Urbani: sanzioni per chiunque condivida, anche attraverso software per la condivisione di file, opere tutelate dal diritto d'autore o parti di esse per trarne profitto, con una multa di 1500 € e la confisca degli strumenti e dei materiali. Il decreto venne successivamente modificato dal parlamento per includere solamente le violazioni di copyright per il solo scopo di profitto, dove "profitto" include il significato di "risparmio" dovuto al mancato acquisto del software. La Corte di cassazione, ad ogni modo, stabilì che "profitto" significa solo un "significativo profitto monetario".
- Riforma delle pensioni (2004): innalzamento dell'età minima per andare in pensione (introduzione del cosiddetto "Scalone", che innalzava l'età pensionabile dai 57 ai 60 anni) e incentivi economici (il cosiddetto "bonus") per quanti avessero deciso di continuare l'attività lavorativa pur essendo in possesso dei requisiti assicurativi e anagrafici per il diritto al godimento della pensione di anzianità. La  "riforma Maroni", chiamata così dal nome del Ministro del lavoro e delle politiche sociali, lasciando invariato il requisito contributivo di 35 anni, avrebbe gradualmente innalzato l'età minima per accedere alla pensione di anzianità, spostandola da 57 a 60 anni dal 2008, a 61 dal 2010 e a 62 dal 2014.[8] Prima che la riforma entrasse in vigore nel 2008, fu fermata dal neoeletto governo di centrosinistra: fu abolito il discusso "Scalone" e l'età minima fu ridotta da 60 a 58 anni.[9]
- Sospensione della leva militare obbligatoria (2004), detta "legge Martino" dal nome del Ministro della difesa.
- Legge che disciplina la procreazione assistita (2004), detta "legge 40", che vieta la ricerca sulle cellule staminali embrionali, la diagnosi pre-impianto e di inseminazione da parte di donatori diversi dal marito, costringendo le donne ad essere fecondate dopo la creazione dell'embrione anche in caso di malattie genetiche, riconoscendo l'embrione come titolare di diritti umani. Alcune delle più controverse disposizioni di legge furono oggetto, nel 2005, di un referendum abrogativo, proposto da alcuni ex alleati come i Radicali Italiani, insieme ad alcuni (ma non tutti) partiti de L'Unione.
- Riforma dell'ordinamento giudiziario (2005), detta "riforma Castelli" dal nome del Ministro della giustizia.
- Riforma della legge elettorale (2005), detta "legge Calderoli", dal nome del Ministro per le riforme istituzionali e la devoluzione. Il sistema del collegio uninominale, introdotto dopo il referendum del 1993, fu sostituito con un sistema radicalmente differente che prevedeva un premio di maggioranza per la coalizione vincente alla Camera, liste bloccate, obbligo per ciascuna forza politica di depositare il proprio programma e di indicare il proprio capo e soglie di sbarramento alla Camera e al Senato.
- Legge sulla legittima difesa (2006).

Altre leggi furono particolarmente controverse, e l'opposizione le considerò leggi ad personam per il beneficio di Berlusconi e della sua famiglia:
- Legge Gasparri, proposta dall'allora Ministro delle comunicazioni Maurizio Gasparri, che ha previsto l'introduzione del sistema integrato delle comunicazioni (SIC), il riordino del sistema radiotelevisivo e delle comunicazioni e lo switch-off dell'analogico (passaggio al digitale terrestre). La Legge Gasparri è stata una delle leggi più discusse del Governo Berlusconi II. Si tratta in sostanza di una legge di riforma generale del sistema radiotelevisivo, la terza "legge di sistema" dopo la legge n. 103/1975 e la legge Mammì del 1990. La successiva legge Maccanico del 1997 aveva cercato di rimediare alla carenza normativa della legge Mammì per garantire maggiormente il pluralismo esterno. La Legge Gasparri, tra le altre cose, aumentava il limite massimo della quota di un individuo del mercato dei media, permettendo a Berlusconi di mantenere il controllo dei suoi tre canali televisivi nazionali (uno dei quali stava ancora usando una frequenza che in base alla legge sarebbe dovuta andare ad un altro canale). Nel 2004 il presidente di Mediaset, Fedele Confalonieri, ha stimato i vantaggi derivanti dalla legge Gasparri per il gruppo di Silvio Berlusconi fra 1 e 2 miliardi di Euro.[10] La legge è stata oggetto di un iter legislativo molto complesso. Approvata dal Parlamento il 2 dicembre 2003, è stata rinviata alle Camere dal Presidente Ciampi il successivo 13 dicembre in quanto incostituzionale. Il nuovo testo della legge Gasparri è stato approvato in via definitiva il 29 aprile (dopo 130 sedute e la presentazione di 14000 emendamenti), e promulgato dal Presidente il 3 maggio 2004.
- Legge sulle rogatorie internazionali (legge 367/2001). Disponeva l'inutilizzabilità in sede di procedimento penale di tutti gli atti trasmessi da giudici stranieri che non fossero stati trasmessi in copia originale o autenticati con apposito timbro.
- Legge ex Cirielli (2005): prevedeva una prescrizione molto più breve per vari reati e, al contempo, un aumento delle sanzioni per i recidivi. L'opposizione ha sostenuto che questa legge è stato progettata per salvare un amico intimo di Berlusconi, Cesare Previti, dalle accuse di corruzione, ma, dopo le modifiche in parlamento, Previti è stato escluso dai benefici di questa legge. Tuttavia, la Corte costituzionale italiana ha dovuto abolire tale esclusione per motivi di uguaglianza di tutti i cittadini davanti alla legge, in modo e così Previti ha beneficiato lo stesso di tale legge.
- Legge Cirami (2002): introduceva il legittimo sospetto come causa di rimessione del processo. Fu sottolineato che la nuova disciplina avrebbe impedito il regolare svolgimento del processo Imi-Sir, per sottrarre il procedimento alla competenza del Tribunale di Milano.
- Lodo Schifani (2003): introduzione del divieto di sottomissione a processo delle cinque più alte cariche dello Stato tra le quali il presidente del Consiglio in carica. La legge fu dichiarata incostituzionale il 13 gennaio 2004[11]. Nel luglio 2008 fu approvato il Lodo Alfano, dal nome del Ministro della giustizia, una riproposizione del Lodo Schifani, emanato poco prima della conclusione del processo per corruzione dell'avvocato David Mills in cui Berlusconi era coimputato. Il Lodo Alfano prevedeva l'immunità per le quattro più alte cariche dello Stato (Presidente della Repubblica, Presidente del Senato, Presidente della Camera e Presidente del Consiglio). Dichiarato incostituzionale il 7 ottobre 2009.[12][13][14]
- Depenalizzazione del reato di false comunicazioni sociali (falso in bilancio, art. 2621 cod. civ.): fu trasformato da delitto a contravvenzione e furono introdotte condizioni obiettive di punibilità (solo se c'è una parte danneggiata che segnala il fatto alle autorità, e se l'alterazione è inferiore al 5% degli utili o all'1% del totale delle attività). Nei casi di non punibilità furono tuttavia introdotte sanzioni amministrative pecuniarie.
- Legge Pecorella (2006): disponeva l'inappellabilità delle sentenze di assoluzione pronunciate nel processo penale (restando solo la ricorribilità per Cassazione). Essa avrebbe vietato ai pubblici ministeri di ricorrere contro le sentenze di proscioglimento (mentre gli imputati avrebbero però potuto ricorrere ancora in appello). Questa legge non è stata firmata dal Presidente della Repubblica Carlo Azeglio Ciampi, ma alla fine è passata di nuovo per i due rami del parlamento, costringendo il capo dello Stato a firmarlo. La legge è stata dichiarata incostituzionale dalla Corte costituzionale, in quanto la costituzione di Italia prevede parità di diritti per i procuratori e gli imputati.[15]
- Decreto salva-Rete 4 (d.l. 352/2003). Concesse un'ulteriore proroga di sei mesi all'emittente, che altrimenti avrebbe dovuto iniziare a trasmettere su digitale lasciando le frequenze a Europa 7.
- Decreto salva-Milan (d.l. 282/2002). Consentì alle società di calcio di ammortizzare nell'arco di dieci anni le svalutazioni dei giocatori.

Nelle ultime settimane prima delle elezioni politiche in Italia del 2006, la maggioranza parlamentare di Berlusconi ha approvato molte leggi controverse: tra di essi, la legge Fini-Giovanardi introdusse dure sanzioni sull'uso e lo spaccio di droga; l'evidente assenza di omogeneità delle previsioni (introdotte dalla maggioranza parlamentare sotto forma di emendamento al disegno di legge di conversione di un decreto-legge per i Giochi olimpici invernali (svoltesi a Torino nel mese di febbraio) produsse la sentenza n. 32 del 2014, che ne dichiarò l'incostituzionalità.

#### 2008-2011
- Riforma Gelmini, entrata in vigore durante la permanenza in carica del Ministro dell'istruzione, dell'università e della ricerca Mariastella Gelmini. La riforma è entrata in atto il 1º settembre 2009 per la scuola primaria e secondaria di primo grado, mentre per la scuola secondaria di secondo grado il 1º settembre 2010. La legge n. 240/10 del 30 dicembre 2010 di Riforma del sistema universitario è entrata in vigore nel gennaio 2011. Interventi trasversali applicati alle scuole primarie e secondarie (entrambi i gradi): le ore scolastiche, che per motivi di forza maggiore (es. trasporti) potevano essere ridotte fino a 50 minuti, ritorneranno ad essere ore effettive di 60 minuti;[16] reintroduzione dello studio dell'educazione civica nelle scuole primarie e secondarie (entrambi i gradi), tramite la materia Cittadinanza e Costituzione.[17] libri di testo adottabili sono se l'editore si impegna a non pubblicare nuove edizioni prima di 5 anni per la scuola primaria, e 6 anni per la scuola secondaria di primo e secondo grado, salvo dispense integrative che si rendessero necessarie per l'ampliamento della materia oggetto di studio[17] Reintroduzione nella scuola primaria della figura del maestro unico, che a partire dall'anno scolastico 2009/2010 ha sostituito nelle prime classi della primaria di primo grado i tre docenti per due classi precedentemente previsti per il modulo;[16] reintroduzione della valutazione numerica decimale nella scuola secondaria di primo grado[17] ed introduzione della prova nazionale dell'Invalsi di Italiano e Matematica nell'esame finale di licenza media;[16] ripristino della bocciatura per motivi di condotta (il voto in condotta nelle scuole secondarie, mai abolito in precedenza, torna a fare media per concorrere a definire il giudizio finale dell'alunno in sede di promozione; qualora uno studente non raggiungesse i sei decimi, non potrà essere ammesso alla sezione successiva o al ciclo successivo)[17] riordino dell'intero comparto degli indirizzi (composto, prima della riforma Gelmini, da oltre 800 corsi sperimentali, 200 progetti assistiti e tantissimi altri percorsi, opzioni e sperimentazioni), che viene completamente snellito, ridotto e tagliato drasticamente, e il tutto viene riordinato e semplificato a soli 20 indirizzi di ordinamento uguali, obbligatori e unitari per tutta l'Italia, venendo abolite, cancellate, eliminate e tagliate definitivamente tutte le sperimentazioni, i progetti assistiti, le opzioni a scelta e i tirocini dei licei, istituti tecnici e professionali precedentemente esistenti; l'insegnamento della lingua inglese diventerà obbligatorio per tutto il quinquennio (3 ore alle settimana, tranne nel Liceo Linguistico, dove si svolgono 4 ore nel biennio e 3 nel triennio), in ogni tipo di istituto superiore italiano esistente; l'insegnamento delle materie scientifiche (matematica, fisica, biologia, scienze naturali, astronomia, disegno tecnico) viene anch'esso potenziato in alcuni specifici indirizzi.[16]
- Scudo fiscale (2009): rimpatrio o la regolarizzazione delle attività finanziarie e patrimoniali illegalmente detenute da italiani all'estero fino al 31 dicembre 2008, a fronte del pagamento di una somma del 5%, a titolo di imposte, interessi e sanzioni. Inoltre viene previsto il pagamento delle imposte sui redditi relativi alle attività scudate prodotti nel periodo dal 1º gennaio 2009 alla presentazione della dichiarazione riservata, da farsi entro il 15 dicembre 2009. Il rimpatrio è obbligatorio per tutti i paesi del mondo esclusi quelli della Comunità Europea e la Norvegia. Il governo stimò un rientro di capitali per un totale di circa 300 miliardi di euro, il Ministero dell'Economia previde un gettito fiscale una tantum di 3-5 miliardi di euro. A metà febbraio 2010 secondo le stime governative sono rientrati grazie allo scudo fiscale 80 miliardi di euro, di cui circa 60 miliardi dalla Svizzera, 4 miliardi circa rispettivamente dal Lussemburgo e dal Principato di Monaco e i restanti 12 miliardi da altri paesi.
- Legge sul legittimo impedimento (2010): istituzione di un legittimo impedimento a comparire in udienza di tipo speciale, applicabile unicamente al Presidente del Consiglio dei Ministri e ai Ministri della Repubblica italiana. La legge ebbe vita breve, essendo stata prima dichiarata parzialmente illegittima dalla Corte costituzionale della Repubblica Italiana nel gennaio 2011, poi abrogata per tutta la restante parte rimasta in vigore con un referendum nel giugno 2011.

### Tentativi di riforme della Costituzione italiana
Un punto chiave nel programma di governo di Berlusconi è stato un progetto di riforma della Costituzione italiana, che Berlusconi ritiene di essere di "ispirazione sovietica", un tema sul quale i partiti della coalizione stessa inizialmente avevano opinioni molto diverse. Durante la XIV Legislatura, la Lega Nord ha insistito per una riforma federalista (devoluzione di maggiori poteri alle Regioni), come condizione stessa per rimanere nella coalizione. Il partito Alleanza Nazionale ha spinto per la cosiddetta "premiership forte" (maggiori poteri all'esecutivo), inteso come un contrappeso a qualsiasi riforma federalista, al fine di preservare l'integrità della nazione. L'Unione dei Democratici Cristiani e di Centro ha chiesto una legge elettorale proporzionale che non avrebbe danneggiato i piccoli partiti e in generale era più disposta a discutere compromessi con l'ala moderata dell'opposizione.
Le difficoltà di organizzare una mediazione hanno causato alcuni disordini interni nel governo Berlusconi nel 2003, ma poi sono stati in gran parte superati e la legge (che comprende il potere di devoluzione alle regioni della potestà legislativa esclusiva in alcune materie, il Senato federale ed enorme aumento dei poteri di quello che veniva definito nel testo Primo Ministro e non più Presidente del Consiglio dei ministri, con il cosiddetto "Premierato") è stata approvata dal Senato nel mese di aprile 2004; è stata leggermente modificato dalla Camera dei Deputati nel mese di ottobre 2004, e di nuovo nell'ottobre del 2005 e, infine, approvato dal Senato il 16 novembre 2005 con una maggioranza semplice. Si è resa quindi necessaria l'approvazione in un referendum, al fine di modificare la Costituzione italiana senza una maggioranza qualificata dei due terzi del Parlamento. La riforma costituzionale è stata bocciata in occasione del referendum confermativo del 2006, che ha visto prevalere i no col 61,3% dei voti.
Berlusconi è tornato sulla necessità di modificare la Costituzione qualche anno più tardi.
Nel 2009, quando il presidente della Repubblica Napolitano fece trapelare la propria intenzione di non firmare il decreto legge governativo che avrebbe vietato l'interruzione dell'alimentazione e dell'idratazione artificiale di Eluana Englaro, Berlusconi fu protagonista di uno scontro istituzionale con il capo dello Stato. Berlusconi, contrariato dalla mancata firma, dichiarò: «si vogliono attribuire dei poteri che secondo l'interpretazione mia e del governo non sono del capo dello Stato ma semmai spettano al governo», quindi sollecitò una riforma
della Costituzione, da lui ritenuta necessaria «perché la Carta è una legge fatta molti anni fa sotto l'influenza della fine di una dittatura e con la presenza al tavolo di forze ideologizzate che hanno guardato alla Costituzione russa come a un modello da cui prendere molte indicazioni». La dichiarazione fu accolta da diverse polemiche a cui Berlusconi replicò: «Ho giurato sulla Costituzione. La rispetto. È la prima legge alla base dello Stato. Non ho mai pensato di attaccarla», poi aggiunse: «La Costituzione però non è un Moloch: può evolvere con i tempi», ma ribadì: «Che i valori costituzionali abbiano guardato alla Carta dell'Unione Sovietica è una realtà storica».

## Politica economica
La politica economica dei vari Governi Berlusconi, con a capo il Ministro dell'Economia e delle Finanze Giulio Tremonti, è stata sempre improntata ad una forma di neoliberismo, sempre sostenuto dai suoi elettori e dai suoi membri di partito, ovvero lasciando il mercato interno in balia delle forze economiche nazionali ed internazionali; tuttavia lo stesso Tremonti venne spesso criticato dai suoi stessi compagni di partito per aver adottato politiche stataliste ed anti-mercato, specialmente durante il quarto governo Berlusconi.
Varó la Flat Tax sulle imprese, riducendo le tasse col risultato di aumentare l'occupazione, a livelli non più raggiunti dai suoi successori.
Proprio il fronte economico, pur tenendo a buoni livelli il rapporto deficit/PIL, ebbe problemi col debito pubblico su cui fu meno rigorista del governo Prodi e la mancanza di una politica industriale a sostegno dell'economia interna sarà la causa della decadenza di Berlusconi durante la grande recessione con Berlusconi costretto a dimettersi su pressioni internazionali e del Capo dello Stato Giorgio Napolitano, sostituito dal governo tecnico di Mario Monti.

## Politica estera

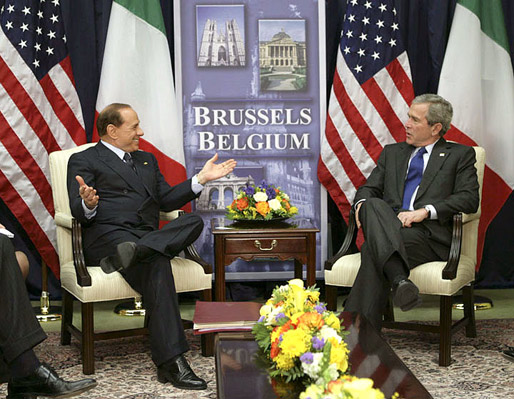
Silvio Berlusconi con George W. Bush al quartier generale NATO a Bruxelles il 22 febbraio 2005.

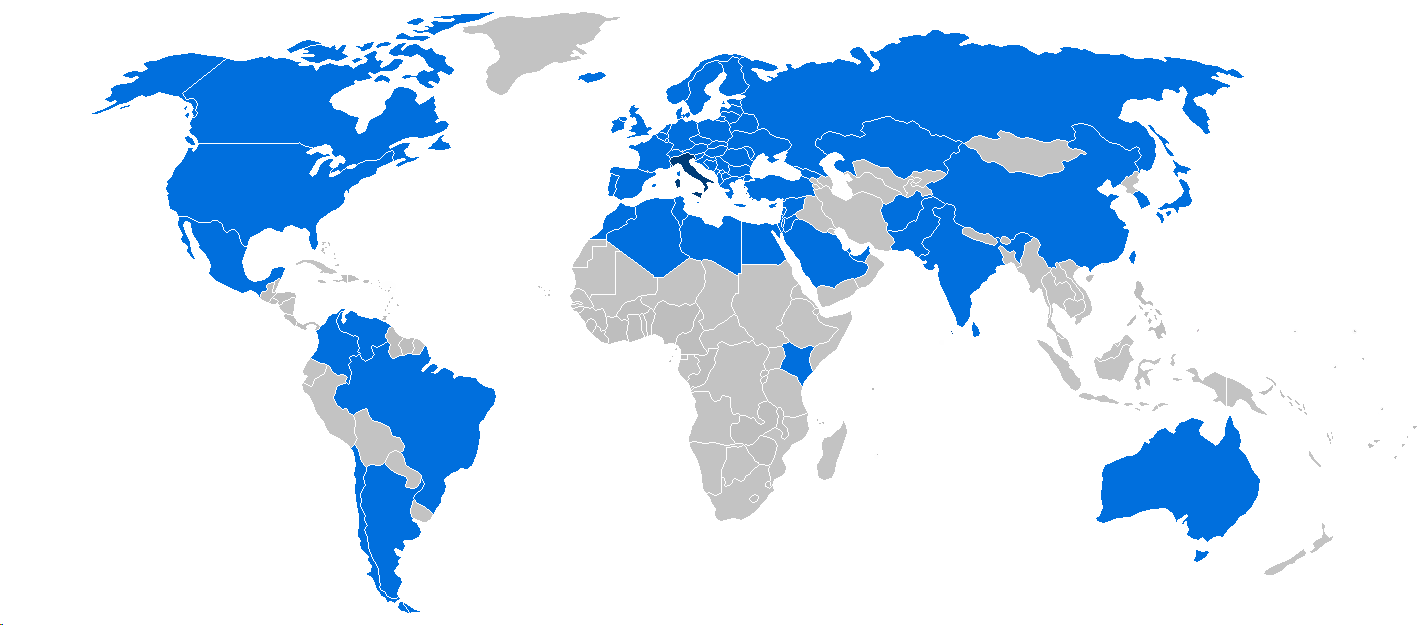
Visite all'estero di Silvio Berlusconi da Presidente del Consiglio italiano.

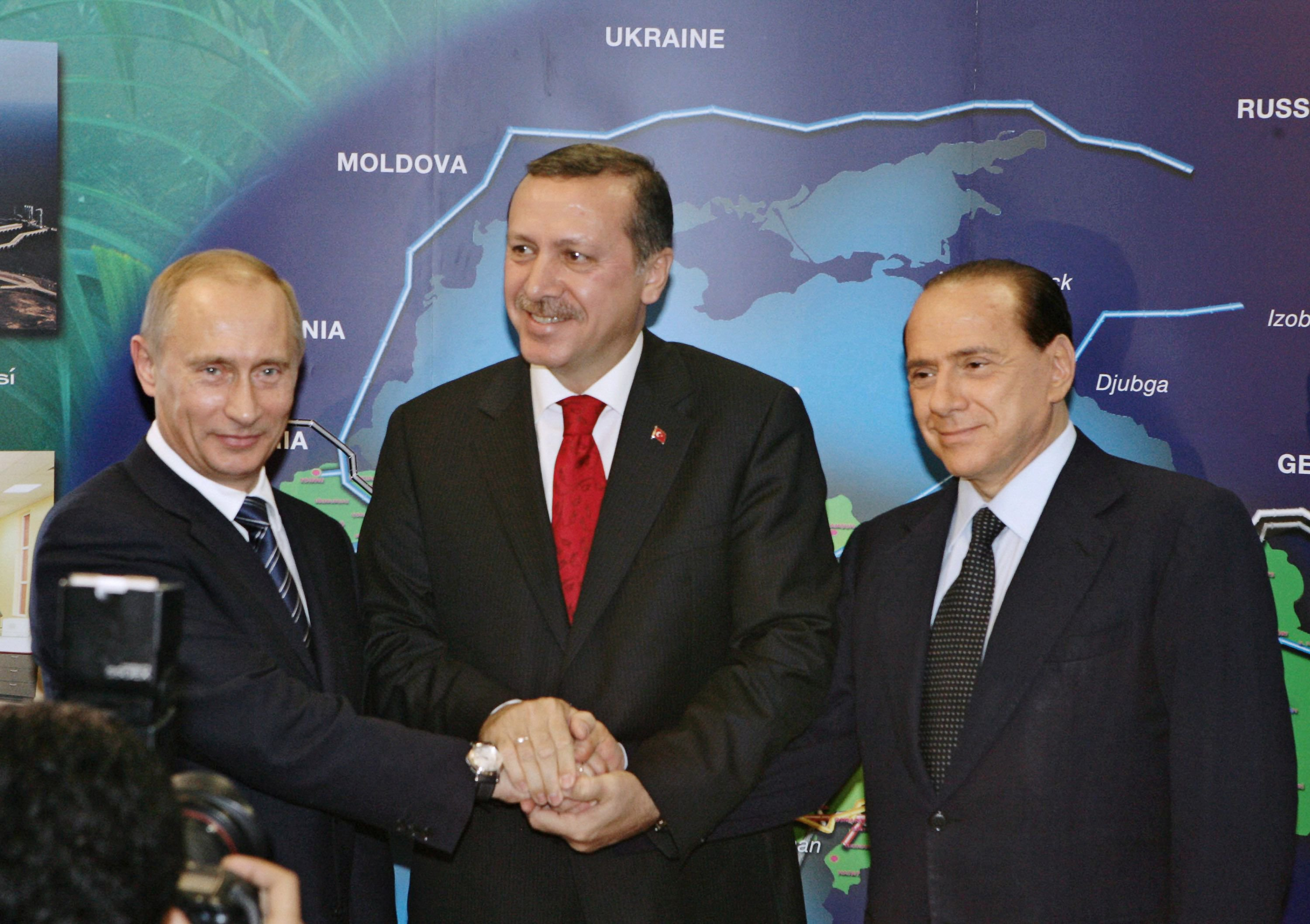
Da sinistra, il capo del governo russo Vladimir Putin, il premier turco Recep Tayyip Erdoğan e Silvio Berlusconi all'inaugurazione ufficiale del gasdotto Blue Stream (27 novembre 2005).

Berlusconi e i suoi governi hanno avuto una forte tendenza a supportare la politica estera americana, nonostante il divario politico tra gli USA e molti membri fondatori dell'Unione europea (Germania, Francia, Belgio) durante l'amministrazione Bush. Berlusconi aveva per l'Italia - spartiacque tra le democrazie liberali e i regimi comunisti a socialismo reale (autodefinitesi "democrazie popolari) durante la Guerra fredda - il progetto di diventare il "ponte di collegamento" tra Washington e Mosca, ma con un perno centrale e indiscutibile, l'Europa.
La fine della contrapposizione che aveva caratterizzato gli anni della guerra fredda si ebbe il 28 maggio 2002 a Pratica di Mare (Roma), nel vertice della NATO dove per la prima volta le porte dell'Alleanza Atlantica si aprirono all'ex-potenza sovietica. I capi di Stato e di governo dei 19 paesi membri dell'Alleanza e il presidente russo Vladimir Putin, riuniti nella base militare di Pratica di Mare, hanno in questo modo messo la parola fine alla contrapposizione che ha caratterizzato gli anni della guerra fredda, e inaugurato una nuova visione unitaria degli equilibri mondiali, che ha come obiettivo primario la lotta contro il nemico comune del terrorismo.
Sotto la guida di Berlusconi, il governo italiano ha anche modificato la sua posizione tradizionale in politica estera da essere il governo occidentale più pro-arabo verso una grande amicizia con Israele e la Turchia (Silvio Berlusconi è stato il testimone di nozze al matrimonio della figlia del Primo Ministro turco Recep Tayyip Erdoğan). Tutto ciò ha comportato un riequilibrio delle relazioni tra tutti i paesi del Mediterraneo, per raggiungere una equa vicinanza con loro. Berlusconi è uno dei più forti sostenitori dell'adesione della Turchia all'Unione europea.
Proprio per favorire l'ingresso della Turchia in Europa, il Presidente italiano invitò il Primo Ministro Erdoğan a prendere parte all'incontro dei governanti europei di Danimarca, Francia, Germania, Paesi Bassi, Spagna, Svezia e Regno Unito, tenutosi a L'Aquila per il G8 del 2009. Il 3 febbraio 2010 il premier Silvio Berlusconi, durante la sua visita in Israele, ha tenuto un discorso alla Knesset, il parlamento israeliano: era la prima volta che un Presidente del Consiglio italiano parlava davanti al Parlamento israeliano. Nel suo intervento, Berlusconi ha definito «un'infamia» le leggi razziali del 1938 e ha assicurato che l'Italia guarda al popolo ebraico come a «un fratello maggiore».

### Relazioni con gli Stati Uniti

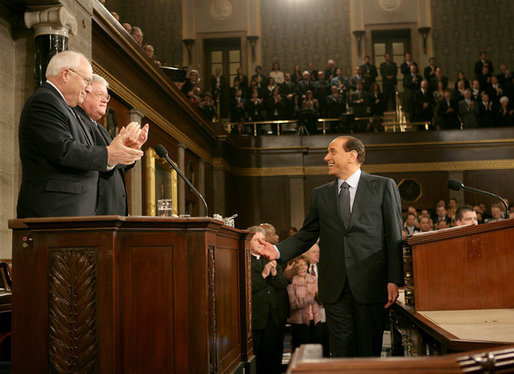
1º marzo 2006, Silvio Berlusconi parla innanzi al Congresso degli Stati Uniti riunito in sessione plenaria.

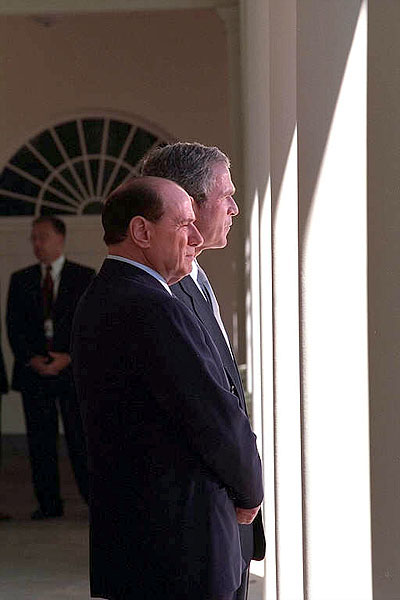
Berlusconi con il Presidente degli Stati Uniti George W. Bush alla Casa Bianca (2001).

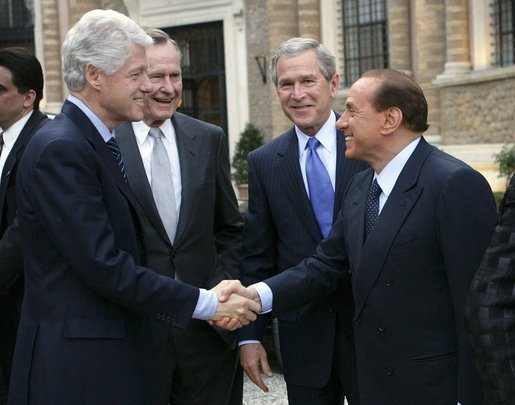
Tre presidenti degli Stati Uniti d'America (da sinistra, Bill Clinton, George H. W. Bush e il figlio George W. Bush) insieme a Silvio Berlusconi il 7 aprile 2005 a Roma per il funerale di papa Giovanni Paolo II.

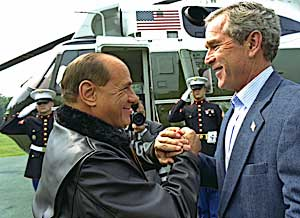
Silvio Berlusconi e il Presidente George W. Bush a Camp David nel 2002.

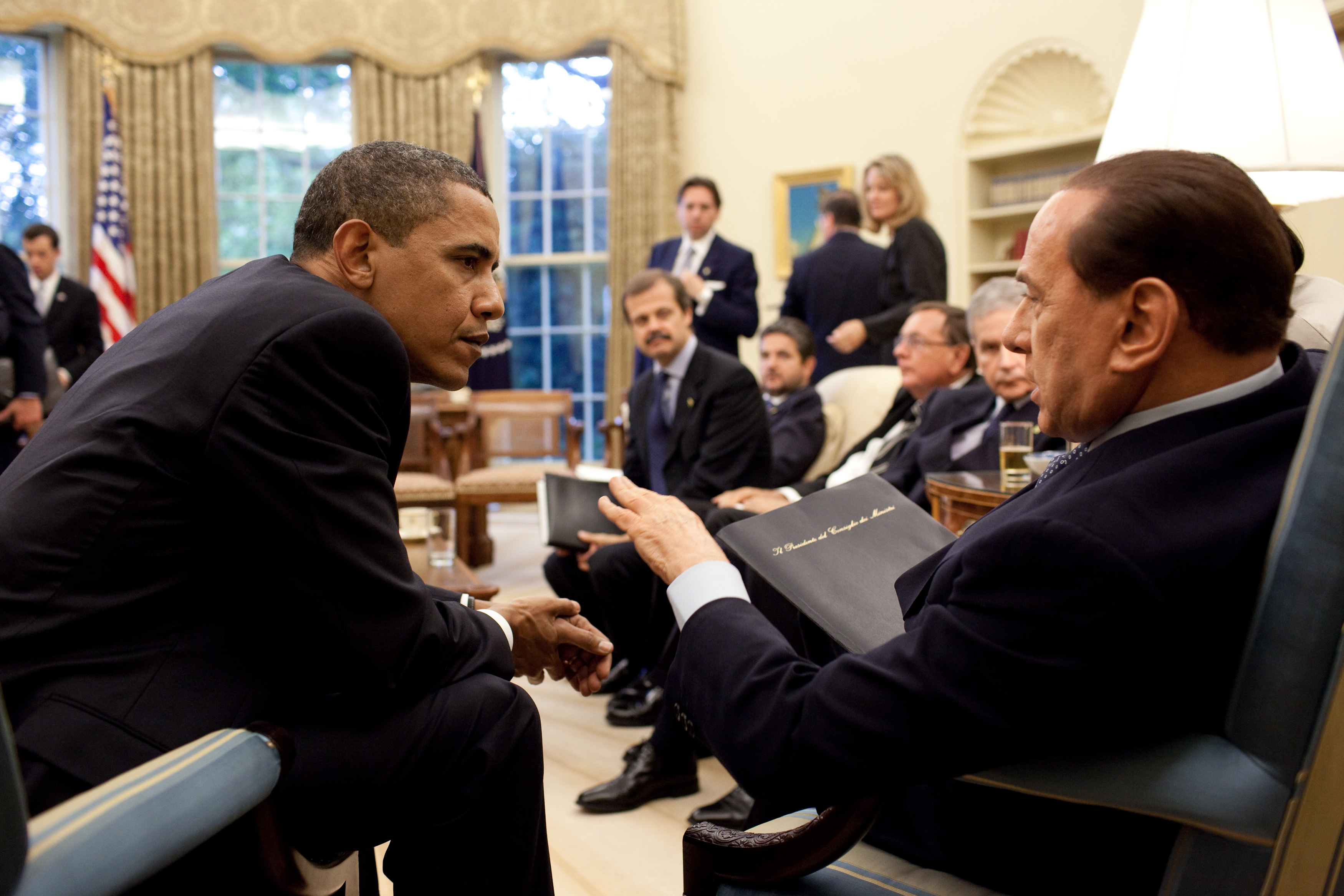
Silvio Berlusconi nello Studio Ovale della Casa Bianca il 17 giugno 2009 insieme al Presidente degli Stati Uniti d'America Barack Obama.

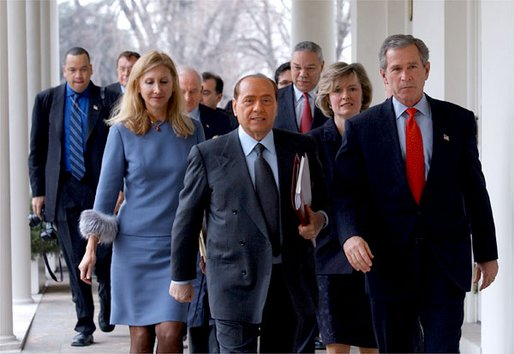
Silvio Berlusconi e George W. Bush camminano lungo il colonnato della Casa Bianca dopo aver tenuto una conferenza stampa congiunta nello Studio Ovale (30 gennaio 2003).

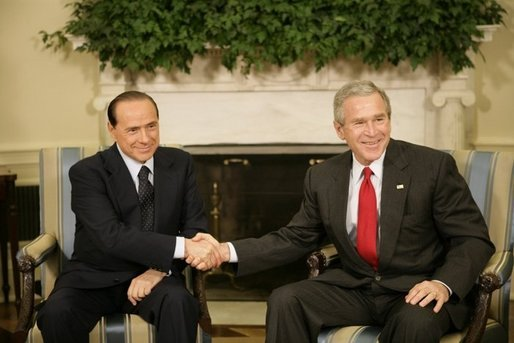
Silvio Berlusconi e George W. Bush (31 ottobre 2005)

L'Italia, con Berlusconi al governo, divenne un solido alleato degli Stati Uniti grazie al suo supporto alla guerra in Afghanistan e alla guerra in Iraq nell'ambito della guerra al terrorismo. Benché le complesse relazioni bilaterali tra Russia e Italia, e soprattutto l'intenso rapporto privato tra il Primo Ministro russo Vladimir Putin e il suo omologo italiano Silvio Berlusconi fossero e siano avversate dal Dipartimento di Stato statunitense per questioni di politica energetica, non ci furono particolari frizioni finché la Casa Bianca è rimasta nelle mani di George W. Bush e di un'amministrazione repubblicana disposti ad accettare le politiche «parallele» dell'alleato italiano in cambio della collaborazione a livello internazionale, dell'impegno in Iraq e Afghanistan e degli stretti rapporti intessuti con Israele.
Il numero due dell'ambasciata americana a Roma, Elizabeth Dibble, in un cablogramma reso noto da Wikileaks e pubblicato dal Financial Times  scrisse: «Potremmo essere tentati di considerare Berlusconi un interlocutore poco valido a causa delle sue fissazioni personali, delle gaffes in pubblico e dei suoi imprevedibili giudizi politici. Ma crediamo sia un errore farlo».
Pur confermando i sospetti sui legami tra il premier e la Russia di Vladimir Putin, così come le relazioni commerciali tra Italia e Iran, l'ambasciata americana a Roma evidenzia che Berlusconi «ha immancabilmente fatto fronte alle nostre richieste militari, nonostante i rischi corsi in politica interna», comprese le basi americane in Italia. Quando Berlusconi fu primo ministro dal 2001 al 2006, infatti, strinse un accordo segreto con il Presidente Bush per espandere la presenza militare americana a Vicenza, autorizzando la costruzione della nuova base Dal Molin, che sarà la più grande base militare americana in Europa.
All'epoca era in corso a Vicenza un grande dibattito, a causa della disponibilità del consiglio comunale e provinciale a cedere l'aeroporto "Tomaso Dal Molin" all'esercito degli Stati Uniti, che nel 2004 aveva espresso l'intenzione di riunificarvi la 173ª brigata paracadutisti (4 battaglioni su 6 erano di stanza in Germania). Il progetto per la nuova base venne presentato inizialmente come "ampliamento" della preesistente Caserma Ederle. Nel 2012 è stato reso noto (anche se la decisione del Ministero della Difesa presieduto da Ignazio La Russa risaliva al 10 novembre 2011) che la base Usa in costruzione nell'area dell'ex aeroporto non si sarebbe chiamata più Dal Molin ma sarebbe stata intitolata al partigiano Renato Del Din, Medaglia d'oro al valor militare. L'aeroporto militare Del Din è stato il risultato di un altro accordo tra il precedente governo Berlusconi e il sindaco di Vicenza Enrico Hüllweck, che si rese disponibile ad accogliere nel territorio vicentino una nuova base americana.
Il personale militare americano a Vicenza contava nel 2008 circa 2.800 persone, la maggior parte dei quali effettua operazioni in Afghanistan e in Iraq, ma l'allargamento (ormai in fase di completamento) porterebbe il numero totale di le truppe di stanza a Vicenza a oltre 5.000. Inoltre a fine 2008 il Ministro degli Esteri Frattini ha annunciato che l'Africom (Africa Command), il supremo comando americano per le truppe di terra e di mare per l'Africa con quartier generale nella città tedesca di Stoccarda, vedrà la sua forza navale dislocata a Napoli e quella terrestre a Vicenza. Per Africom, creato nel 2007 dal presidente Bush e inaugurato il 1º ottobre 2008 a Stoccarda (Germania), gli americani avevano cercato una base prima in Africa e poi in Spagna (il paese più vicino), ma di fronte all'opposizione rispettivamente del Sudafrica e di Zapatero, hanno ripiegato sull'Italia e il governo Berlusconi è stato ben felice di dare il benvenuto ad Africom a Vicenza e a Napoli.
Berlusconi, nei suoi incontri con il Segretario delle Nazioni Unite Kofi Annan e il Presidente degli USA George W. Bush nel maggio 2004, disse che avrebbe spinto per «una "chiara svolta" della situazione irachena» e per un rapido passaggio di poteri a un governo democratico legittimamente eletto dal popolo iracheno. L'Italia ha impegnato circa 3.400 soldati nella guerra in Iraq, il terzo contingente più numeroso dopo quello statunitense e britannico.
Durante la visita ufficiale di Berlusconi negli Stati Uniti d'America, il 28 febbraio 2006, Bush definì con queste parole il suo rapporto con il presidente del consiglio italiano: «Il mio rapporto» con Silvio Berlusconi «non è personale, ma è strategico ed è importante per i nostri popoli, ed è importante per gettare le fondamenta della pace. Ho imparato che Silvio è un uomo che rispetta la parola data. Un uomo che assicura stabilità. C'è anche qualche occasione in cui non andiamo d'accordo, ma almeno so come la pensa. . . Inoltre ogni volta che lo ricevo alla Casa Bianca mi si solleva il morale, perché è una persona così positiva e così ottimista». Il giorno successivo, 1º marzo, durante la visita ufficiale negli Stati Uniti, è invitato a pronunciare un discorso ai due rami del Congresso degli Stati Uniti riuniti in seduta comune, come era precedentemente accaduto a De Gasperi, Craxi e Andreotti. Durante l'intervento, il presidente del Consiglio ringrazia gli Stati Uniti per la liberazione dell'Italia, durante la seconda guerra mondiale. Nel dicembre 2010 un documento dell'ambasciata americana in Italia, risalente a pochi giorni prima dell'incontro con Bush dell'ottobre 2005 e diffuso da WikiLeaks, ha rivelato che quell'intervento al Congresso era stato esplicitamente chiesto fin dall'autunno da Berlusconi, per fini di campagna elettorale, e che egli avrebbe puntato nella campagna elettorale su una politica estera pro-USA contrapposta a quella europeista di Prodi, soprattutto sulla questione irakena.
Alla visita di Silvio Berlusconi negli Stati Uniti per il Columbus Day nel 2008, con acclusa visita a George W. Bush, il settimanale TIME ha dedicato un lungo articolo dal titolo "Berlusconi, l'ultimo amico di Bush", commentando: «Il primo ministro italiano è arrivato a Washington appena in tempo per il Columbus Day e in tempo per dichiarare quello che nessun altro politico oserebbe in questo momento dire a voce alta: "sono sicuro che la storia dirà che George W. Bush è stato un grande presidente degli Stati Uniti d'America". [...] Più dell'80% degli italiani era contro la guerra in Iraq, ma il loro controverso presidente del Consiglio ha lavorato per preparare la cosiddetta "Lettera degli Otto", la dichiarazione pubblica di supporto da parte di alcuni leader europei alla politica irachena di Bush nelle settimane prima dell'invasione».
Nel dicembre 2008 il presidente del consiglio Silvio Berlusconi ha affermato che i militari italiani in Afghanistan potranno operare senza i tanti vincoli imposti dai "caveat" che impediscono ai soldati di intervenire in tutto il territorio afgano e soprattutto di partecipare a operazioni d'attacco, sottolineando: «Non incrementeremo la nostra presenza. Ma i militari italiani potranno fare più di quel che facevano in passato: i caveat in Afghanistan sono stati modificati». Pertanto, il contingente italiano in Afghanistan poté da quel momento combattere in prima linea senza alcun impedimento, con grande apprezzamento americano; per la diplomazia Usa questo significa che il ruolo dell'Italia in Afghanistan cambia radicalmente: non più solo a presidio del territorio, ma in prima linea nelle operazioni d'attacco ai Taliban.

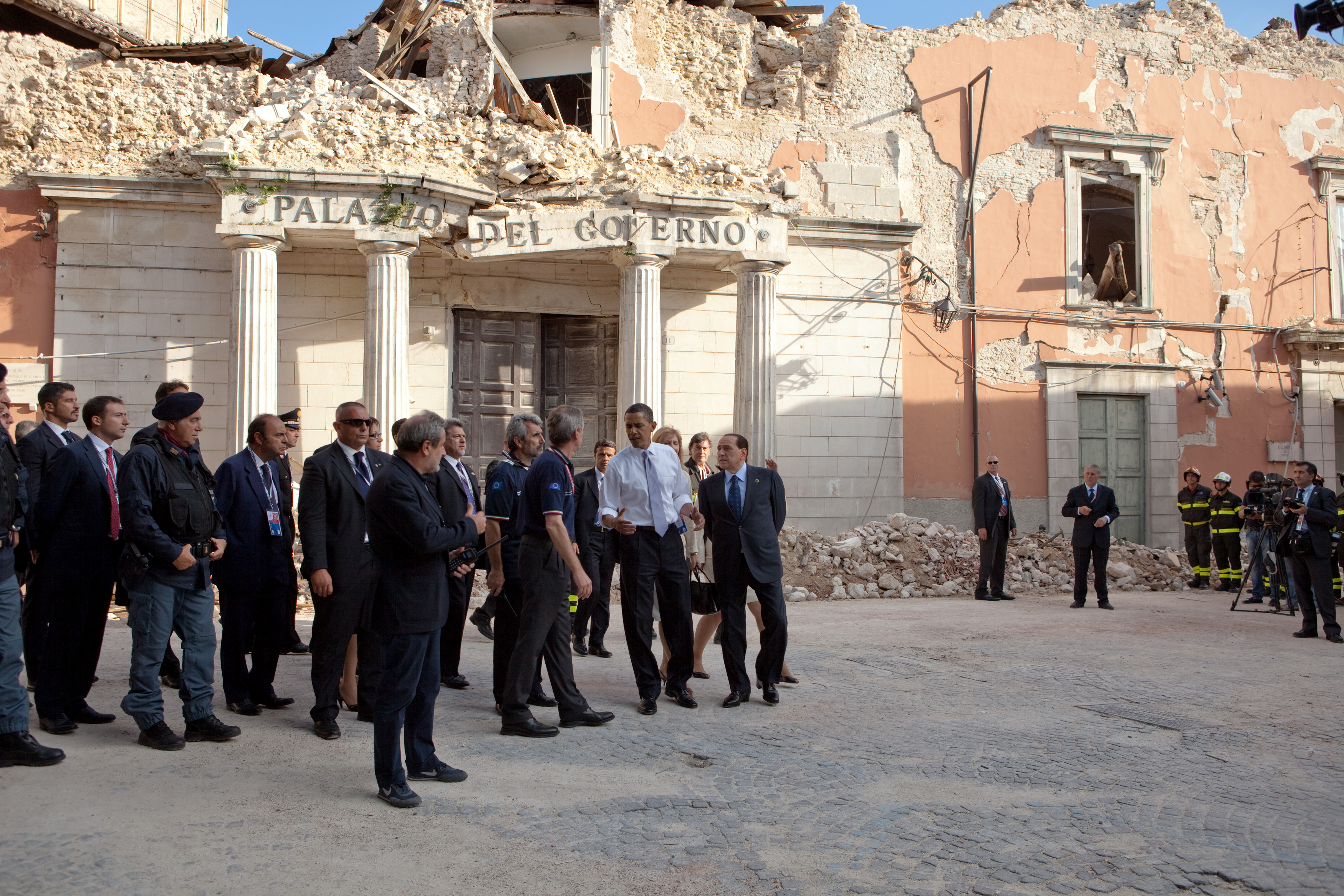
Il presidente USA Barack Obama, accompagnato dall'allora commissario Guido Bertolaso e da Silvio Berlusconi nel centro storico dell'Aquila.

Dopo il terremoto dell'Aquila del 6 aprile 2009, il premier italiano Silvio Berlusconi ha inizialmente rifiutato gli aiuti stranieri, affermando che gli Italiani sono "persone orgogliose" con risorse sufficienti per fronteggiare l'emergenza.
In seguito il governo ha accettato gli aiuti americani: Berlusconi ha ricevuto «una lunga telefonata» da parte del presidente statunitense. «Il presidente Usa - ha spiegato il Cavaliere - mi ha detto che gli Stati Uniti sono a disposizione per qualunque esigenza e che il popolo e il governo americano ci sono vicini». Berlusconi ha aggiunto: «Se gli Stati Uniti vorranno dare un segno tangibile della loro vicinanza all'Italia potranno prendersi la responsabilità della ricostruzione dei beni culturali e delle chiese; noi saremo lietissimi di avere questo sostegno, questo contributo alla ricostruzione»; Berlusconi ha suggerito agli USA di ricostruire un «piccolo quartiere di un paese o un borgo».
Il 3 dicembre 2009 i ministri della Difesa e degli Esteri, Ignazio La Russa e Franco Frattini, hanno annunciato alla vigilia della riunione dei capi delle diplomazie dell'Alleanza atlantica a Bruxelles che l'Italia avrebbe mandato altri 1.000 soldati in Afghanistan. La decisione del governo Berlusconi è stata accolta stasera «con grande soddisfazione» dalla Nato e la Casa Bianca ha espresso il suo ringraziamento nei confronti dell'Italia per il «contributo significativo» dato alla missione in Afghanistan.
Nel luglio 2011 i militari italiani in Afghanistan sono arrivati al numero 4.200, il contingente più numeroso di sempre.
L'8 luglio 2010, in un'intervista al Corriere della Sera, il presidente degli Stati Uniti Barack Obama ha elogiato l'Italia per il contributo "straordinario" n Afghanistan, e ha parlato anche del premier Silvio Berlusconi: "Devo dire anche con il premier Berlusconi abbiamo sviluppato un rapporto forte. Quando ci incontriamo è sempre un piacere, ridiamo, scherziamo, facciamo cose concrete e serie. Il premier Berlusconi è stato un grande amico degli Stati Uniti e mio personale. In questo senso l'Italia è fortunata di avere un ottimo premier e un ottimo presidente". Il 1º dicembre 2010 il segretario di Stato americano Hillary Clinton ha detto di Berlusconi: «Non abbiamo amico migliore. Nessuno sostiene l'amministrazione americana con la stessa coerenza con la quale in questi anni Berlusconi ha sostenuto le amministrazioni Bush, Clinton e Obama», sottolineando il «sostegno generoso» dell'Italia in Afghanistan e affermando che «tanto le amministrazioni repubblicane quanto quelle democratiche sanno che possono contare sull'Italia e su Berlusconi per realizzare e sostenere i valori che condividiamo».
Dal 24 al 27 aprile 2013 Berlusconi è stato ospite a Dallas per l'inaugurazione della George W. Bush Presidential Library and Museum, la grande biblioteca-museo, e insieme centro di studio, ricerca e iniziative filantropiche, voluta dall'ex presidente statunitense George W. Bush. All'appuntamento hanno partecipato ben cinque inquilini della Casa Bianca: i due Bush, Bill Clinton, Jimmy Carter e ovviamente Barack Obama. Berlusconi è stato l'unico italiano invitato alla cerimonia, insieme a molti ex capi di Stato e di governo, da Tony Blair a José María Aznar.

### Relazioni con la Russia

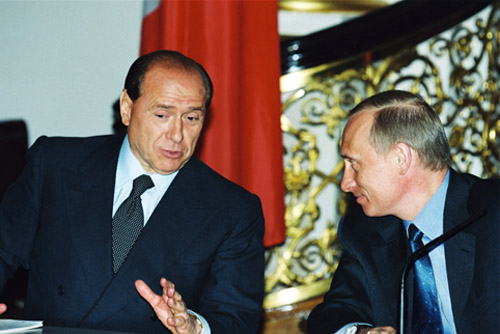
I presidenti Silvio Berlusconi e Vladimir Putin durante una conferenza stampa congiunta al Gran Palazzo del Cremlino (Mosca), 3 aprile 2002.

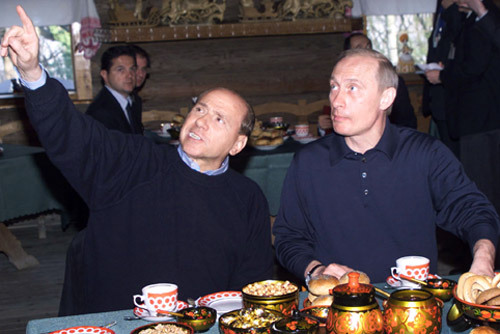
Putin e Berlusconi visitano il complesso "Tea House" a Soči (2 aprile 2002).

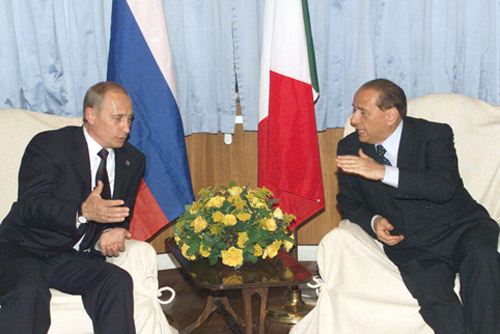
Berlusconi e Putin a Pratica di Mare il 28 maggio 2002.

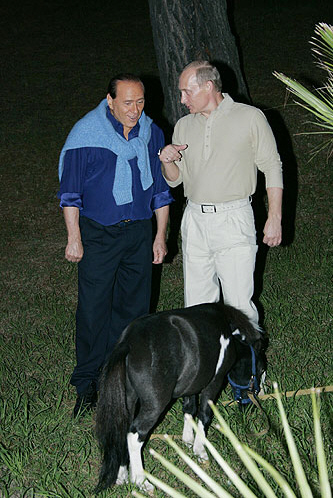
Il Presidente russo Putin e il Presidente del Consiglio italiano Silvio Berlusconi a Bocharov Ruchei, Soči. (28 agosto 2005).

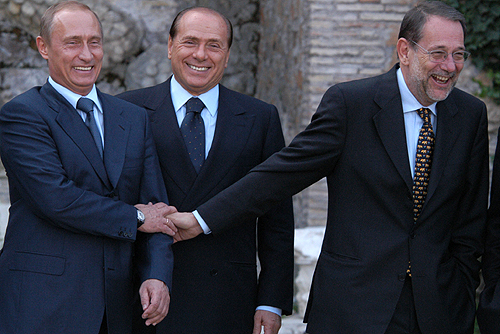
Vladimir Putin, Silvio Berlusconi e Javier Solana al 12° Vertice UE-Russia (Roma, 6 novembre 2003).

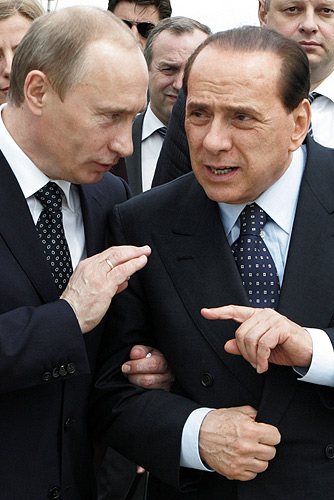
Silvio Berlusconi con il Presidente della Federazione Russa Vladimir Putin in Italia nel 2008.

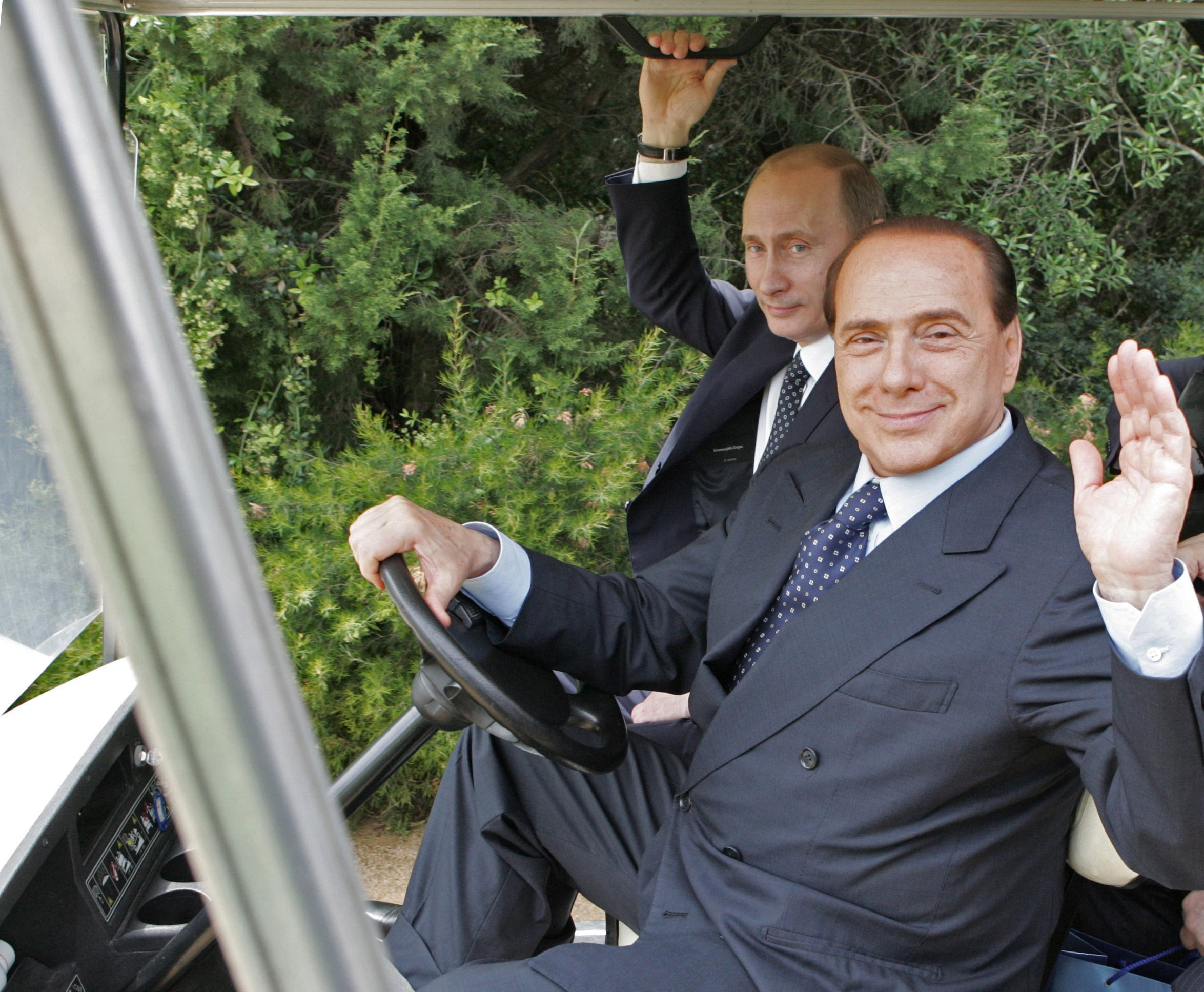
Vladimir Putin e Silvio Berlusconi a Villa Certosa (18 aprile 2008). I due leader hanno una forte amicizia personale.

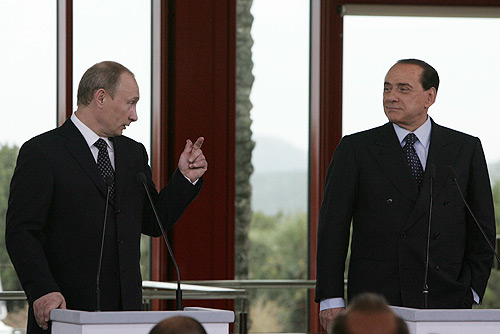
Vladimir Putin e Silvio Berlusconi (18 aprile 2008).

Il 20º vertice del G7, tenutosi a Napoli tra l'8 e il 10 luglio 1994, fu il primo in cui era stata invitata a partecipare, proprio su insistenza del Presidente ospitante Silvio Berlusconi, la Russia.
Berlusconi ha un forte rapporto di amicizia con Vladimir Putin ed è stato spesso ospite nella sua dacia. Nel maggio 2012, l'ormai ex premier italiano è stato uno dei pochi ospiti stranieri alla cerimonia di insediamento al Cremlino del neoeletto presidente russo Putin. Dopo la condanna di Berlusconi a 4 anni per frode fiscale, Putin, seduto al fianco di Romano Prodi al vertice del club di Valdai (che dal 2004 ogni anno riunisce sul Volga esperti di politica internazionale), ha affermato che «Il Cavaliere è sotto processo perché vive con le donne» e che «Se Berlusconi fosse stato un gay, nessuno lo avrebbe toccato con un dito».
I vari governi guidati da Silvio Berlusconi hanno migliorato e rafforzato i legami tra l'Italia e la Russia, che erano già notevoli durante il periodo sovietico: a differenza degli altri Paesi europei, infatti, l'Italia ha sempre mantenuto, anche durante la guerra fredda un buon rapporto con la Russia.

Inoltre l'Italia aveva il più grande partito comunista Occidentale, con oltre 2 milioni di iscritti. Vladimir Putin ha più volte espresso il suo apprezzamento per il rispetto mostrato dal Presidente del Consiglio Berlusconi nei confronti della guida della Federazione Russa. Berlusconi è tra i più accesi sostenitori della necessità di instaurare rapporti più stretti tra Russia ed Unione europea. In un articolo pubblicato su un media italiano il 26 maggio 2002 egli ha affermato che il passo successivo nella crescente integrazione tra Russia ed Occidente sarebbe stata l'adesione all'Unione Europea.
Berlusconi e Putin si incontrarono per la prima volta al 27° G8 del 2001 a Genova, il secondo dei tre vertici del G7/G8 che Berlusconi ha ospitato come "padrone di casa".

Il 28 maggio 2002 a Pratica di Mare (Roma), nel vertice della NATO dove per la prima volta le porte dell'Alleanza Atlantica si aprirono all'ex-potenza sovietica, i capi di Stato e di governo dei 19 paesi membri dell'Alleanza (per l'Italia Berlusconi) e il presidente russo Vladimir Putin, riuniti nella base militare di Pratica di Mare, hanno messo la parola fine alla contrapposizione che ha caratterizzato gli anni della guerra fredda, e inaugurato una nuova visione unitaria degli equilibri mondiali, che ha come obiettivo primario la lotta contro il nemico comune del terrorismo.
Il 3 febbraio 2003 Berlusconi e due suoi consiglieri furono ospiti di Putin per un vertice bilaterale Italia-Russia a Zavidovo, in un parco naturale creato ai tempi dell'Unione Sovietica e grande 124.000 ettari. Il presidente russo accolse Berlusconi con estrema ospitalità, gli regalò (e ne indossò uno lui stesso) un enorme colbacco da cacciatore di pelli con grandi paraorecchie di pelliccia, gli mostrò le bellezze della natura russa e gli propose di cenare nel bosco, a 30 gradi sotto zero, e Berlusconi accettò. Dopo la cena nel campo allestito nella foresta, Putin guidò i suoi ospiti italiani nella dacia per una cena ufficiale più tradizionale e discussero sull'imminente guerra in Iraq, alla quale entrambi erano contrari.
Tra il loro primo incontro al G8 di Genova nel luglio 2001 e la cena nel gelo di Zavidovo all'inizio del 2003, Berlusconi e Putin si erano visti ben 8 volte in soli 19 mesi, senza contare le vacanze estive delle figlie di Putin a Villa Certosa (la residenza estiva di Berlusconi in Sardegna) e le visite annuali di Berlusconi in ottobre per il compleanno di Putin. Nel decennio successivo avrebbero continuato a vedersi come minimo due volte l'anno.
Il 6 novembre 2003 si è svolto a Roma il dodicesimo incontro fra l'Unione europea e la Federazione Russa nell'ambito dell'Accordo di Partenariato e Cooperazione (APC) del giugno 1994 e della Strategia Comune per la Federazione Russa del giugno 1999.
Al centro dei colloqui delle delegazioni (composte dal Presidente Berlusconi e dal Ministro Franco Frattini per il Consiglio europeo, dal Presidente della commissione europea Romano Prodi, dall'Alto Rappresentante Javier Solana e dai Commissari Patten e Lamy, mentre la Federazione Russa era rappresentata dal Presidente Vladimir Putin, dal Vice Primo Ministro Khristenko e dal Ministro degli Esteri Ivanov) l'attuazione delle intese intervenute in occasione del Vertice di San Pietroburgo del 31 maggio che prevedono la creazione di quattro spazi comuni tra UE e Russia. Nel corso del Vertice è stato firmato un accordo di cooperazione scientifica e tecnologica e di un accordo di cooperazione tra la Federazione Russa ed Europol in materia di lotta alla criminalità organizzata transnazionale.
Il Blue Stream, uno dei principali gasdotti internazionali che trasporta gas naturale dalla Russia alla Turchia attraverso il Mar Nero, ocstruito da una joint-venture costituita dalla russa Gazprom e dall'italiana Eni, fu aperto ai primi flussi di gas naturale nel febbraio 2003, ma alcuni ritardi nelle trattative tra Turchia e Russia sui prezzi del gas ritardarono l'inaugurazione ufficiale fino al novembre 2005. All'inaugurazione parteciparono i Primi Ministri di Italia e Turchia (Silvio Berlusconi e Recep Tayyip Erdoğan), ed il Presidente Russo Vladimir Putin.
Il 23 giugno 2007 (durante il governo Prodi II) la compagnia italiana Eni e il gigante statale russo Gazprom hanno firmato un memorandum d'intesa per la realizzazione del gasdotto South Stream, che connetterà la Russia all'Unione Europea. L'accordo si inseriva in una più ampia intesa strategica che le due compagnie avevano siglato nel novembre del 2006 e che avrebbe permesso a Gazprom di entrare nel mercato della distribuzione e vendita del gas naturale in Italia e a Eni di sviluppare progetti di ricerca ed estrazione di idrocarburi in Siberia.
Nel novembre 2007 Eni e Gazprom hanno firmato poi un importantissimo accordo per la costituzione della società South Stream AG, controllata pariteticamente dai due soci, con lo scopo di commissionare lo studio di fattibilità e commerciabilità del progetto. La società venne effettivamente costituita a gennaio dell'anno seguente. L'ex presidente del Consiglio italiano, Romano Prodi, ha più volte rifiutato l'offerta di diventare presidente della società South Stream AG.
Indagini parlamentari italiane hanno rivelato che la Central Energy Italian Gas Holding (CEIGH), parte di Centrex Group, ha svolto un ruolo prominente nel lucroso accordo. Bruno Mentasti-Granelli, un intimo amico di Berlusconi, possedeva il 33% di CEIGH. Il Parlamento italiano bloccò il contratto e accusò Berlusconi di avere un conflitto di interessi nell'accordo Eni-Gazprom. Il 15 maggio 2009, alla presenza dei premier Silvio Berlusconi e Vladimir Putin, gli amministratori delegati delle due società, Paolo Scaroni e Alexei Miller hanno firmato un secondo documento integrativo del memorandum d'intesa esistente, ribadendo l'importanza del progetto e stabilendone la sua espansione in termini di capacità.
Nel novembre 2008, il presidente del Consiglio Berlusconi, arrivato a Mosca assieme a vari ministri, ha firmato numerosi accordi di collaborazione con la Russia. Tra tali accordi, due riguardano l'azienda elettrica italiana Enel: nuove collaborazioni con la Inter Rao Ues (sia in Russia che in altre repubbliche ex sovietiche) e intesa con le ferrovie per prolungare la fornitura dell'energia che l'Enel stessa produce in Russia nelle centrali acquistate negli ultimi anni (l'azienda italiana assicura circa i due terzi del fabbisogno dei treni russi). Sempre alle ferrovie di Mosca saranno forniti da Finmeccanica sistemi di segnalazione. La società milanese Pirelli costruirà uno stabilimento a Togliattigrad (dove negli anni Sessanta si avviò con la collaborazione della Fiat la motorizzazione dell'Urss) per fabbricare 4,2 milioni di pneumatici l'anno assieme al partner Russian Technologies (investimento da 300 milioni di euro) e rafforzare così la sua posizione sul mercato russo.
Uno stabilimento per produrre 2,3 milioni di tonnellate di cemento (budget di 450 milioni di euro a Orenburg, al confine con il Kazakistan) verrà realizzato dal gruppo Buzzi Unicem che è già presente con altri due cementifici sugli Urali e in Siberia. Altre intese firmate riguardano le adozioni, che vengono facilitate, la lotta al traffico di droga e la cooperazione culturale. Negli incontri si è parlato anche della necessità di semplificare il rilascio dei visti, un problema molto sentito dagli imprenditori russi che operano in Italia e da quelli italiani in Russia. Il 6 agosto 2009, il premier turco, Erdoğan, e il russo, Putin, hanno firmato, alla presenza di Berlusconi e Paolo Scaroni, un accordo intergovernativo che permetterà al gasdotto South Stream di attraversare le acque territoriali turche del mar Nero.
Il 29 dicembre 2009 Putin ha partecipato alla cerimonia di apertura del nuovo impianto per la produzione di automobili "Sollers" a Vladivostok. A margine della cerimonia d'inaugurazione, Putin ha annunciato che il primo fuoristrada UAZ Patriot che uscirà dal nuovo stabilimento sarà venduto al suo amico personale Silvio Berlusconi, pegno di una scommessa persa. Il presidente del Consiglio italiano, in un incontro col premier russo a San Pietroburgo in ottobre (nel quale si era parlato fra l'altro di collaborazione italo-russa nel settore automobilistico, con la produzione in Russia di auto create sulla base della tecnologia Fiat, Chrysler e Jeep, fra le quali probabilmente una nuova Cherokee), aveva infatti scommesso che la produzione della Patriot non sarebbe iniziata entro la fine dell'anno 2009.
In caso contrario, il Cavaliere avrebbe acquistato una delle prime vetture ad uscire dalle catene di montaggio del gruppo Sollers. Putin ha detto: «Ci siamo incontrati con il Primo Ministro italiano nel mese di ottobre, e quando gli ho detto che dopo pochi mesi avremmo avviato qui la produzione, Berlusconi non ci ha creduto. Ha detto che se così fossero andate le cose lui avrebbe acquistato la prima autovettura prodotta». Il premier Berlusconi, che lo aveva chiesto, beneficerà di una sconto del 10% sul prezzo di listino della vettura: 520.000 rubli (poco più di 12.000 euro) invece che 577.000 (circa 13.500 euro). Berlusconi - ha aggiunto Putin sorridendo - vuole lo sconto e «noi gli faremo una riduzione del 10%. Non gli regaleremo la jeep, gliela venderemo, sono affari». Per di più, l'amico russo gli farà arrivare la versione ultraccessoriata, con il riscaldamento sotto i sedili, rivestimenti in velluto ed altro ancora. Il Direttore generale dell'azienda, Vladimir Svezov, ha mostrato a Putin il primo UAZ Patriot Limited full optional –di colore oro metallizzato- che è stato fatto per il primo ministro italiano. Svezov ha sottolineato che il motore è una produzione russo-italiana. La joint venture tra Fiat e Sollers è poi partita ufficialmente l'11 febbraio 2010 alla presenza dell'amministratore delegato Sergio Marchionne e di Vladimir Putin, e punta a creare il secondo produttore del Paese che sfornerà mezzo milione di vetture l'anno.
Il governo russo vi ha investito: l'intero progetto è riuscito infatti a partire solo grazie alle agevolazioni fiscali che il governo ha deciso di stanziare, un finanziamento agevolato della banca statale Veb di 2,1 miliardi di euro con cinque anni di "grazia" sul rimborso del capitale. Il 26 aprile 2010 nel corso del vertice italo-russo tra il presidente del Consiglio Silvio Berlusconi e il primo ministro della Federazione Russa Vladimir Putin a Villa Gernetto (Lesmo), il governo russo si è impegnato a stanziare 7,2 milioni di euro per la ristrutturazione di Palazzo Ardinghelli e della chiesa di San Gregorio Magno a L'Aquila dopo il terremoto del 2009..
Il 1º dicembre 2010 il sito Wikileaks ha pubblicato documenti riservati della diplomazia statunitense che mostrano che il rapporto tra Silvio Berlusconi e Vladimir Putin sarebbe oggetto di un'attenta osservazione da parte dei diplomatici americani. La loro relazione è stata giudicata di natura confidenziale, anche a causa dello scambio di "regali generosi", e foriera di redditizi contratti energetici tra Eni e Gazprom. La descrizione data di Berlusconi è che "sembra essere il portavoce di Putin in Europa", in quanto il Presidente del Consiglio italiano si farebbe portatore degli interessi russi in seno all'Unione Europea.
Secondo uno di questi cablogrammi, l'ambasciatore georgiano a Roma ha detto a diplomatici statunitensi che il governo della Georgia crede che Putin abbia promesso a Berlusconi una percentuale sugli utili dei gasdotti sviluppati da Gazprom in coordinamento con Eni.

### Relazioni con la Bielorussia
Berlusconi ha fatto visita ad Aljaksandr Lukašėnka in Bielorussia nel 2009. Berlusconi è diventato così il primo leader occidentale a visitare Lukashenko fin da quando prese il potere nel 1994. Durante la conferenza stampa, Berlusconi, si è complimentato con il Capo di Stato bielorusso - sospettato e accusato più volte per la sua guida semi-totalitaria - lo ha ringraziato e ha detto «Grazie anche alla sua gente, che so che la ama: e questo è dimostrato dai risultati delle elezioni che sono sotto gli occhi di tutti».

### Cooperazione con la Libia
Il 30 agosto 2008 il leader libico Muʿammar Gheddafi e Berlusconi hanno firmato uno storico trattato di Amicizia e Cooperazione nella città di Bengasi che ha chiuso dopo 70 anni le ferite dell'occupazione coloniale italiana. Tale trattato offre una cornice di partenariato tra i due paesi e comporta il pagamento da parte dell'Italia di 5 miliardi di dollari (tramite esborso di 250 milioni di dollari all'anno per 20 anni) alla Libia come compensazione per l'occupazione militare. In cambio, la Libia prenderà misure per combattere l'immigrazione clandestina dalle sue coste, e favorirà gli investimenti nelle aziende italiane. Il trattato è stato ratificato dall'Italia il 6 febbraio 2009 e dalla Libia il 2 marzo, durante una visita di Berlusconi a Tripoli
Silvio Berlusconi fu invitato da Gheddafi in Libia ad assistere al 13° vertice dell'Unione Africana nella sua qualità di presidente del G8, ma dovette rinunciare per via del disastro ferroviario di Viareggio.
Gheddafi fu a sua volta invitato a prendere parte al G8 dell'Aquila nel luglio 2009 nella sua qualità di Presidente dell'Unione Africana. Durante il summit avvenne una calorosa stretta di mano tra il Presidente degli USA Barack Obama e Muammar Gheddafi (era la prima volta che il leader libico veniva salutato da un presidente statunitense in carica). Più tardi, durante la cena ufficiale offerta dal Presidente della Repubblica Italiana Giorgio Napolitano, Obama e Gheddafi cambiarono il protocollo sedendosi vicino al Presidente del Consiglio e Presidente di turno del G8 Berlusconi (secondo il protocollo Gheddafi avrebbe dovuto sedersi a tre posti di distanza da Berlusconi).

### Cooperazione con i Balcani occidentali
Il 5 aprile 2009 presso il vertice Ue-Usa a Praga Silvio Berlusconi propose un piano in 8 punti per accelerare l'integrazione euro-atlantica dei Balcani occidentali. Durante quel vertice il ministro degli Esteri italiano Franco Frattini ha esortato i suoi colleghi europei ad inviare segni "visibili e concreti" per i paesi interessati (Serbia, Kossovo, Bosnia, Montenegro, Croazia, Macedonia ed Albania). Si trattava di una sorta di road map con scadenze molto precise per accelerare un processo di integrazione che, secondo l'Italia, stava muovendosi troppo lentamente e che aveva l'ambizione di diventare una linea d'azione europea con il consenso degli Stati Uniti.
Il primo punto riguardava la liberalizzazione dei visti tra l'UE e i Balcani occidentali. Il governo italiano si augurava che la liberalizzazione potesse iniziare tra la fine del 2009 e l'inizio del 2010, con priorità per la Serbia e la Macedonia. Il secondo punto chiedeva alla Commissione europea di preparare una relazione tecnica riguardante l'adesione del Montenegro all'Unione Europea, che sarà seguita da quelle di Serbia e Albania, mentre il terzo punto sollecitava il completamento del processo di adesione della Croazia all'Unione Europea entro la fine del 2010.
Il quarto punto riguardava il rafforzamento dei poteri dell'Alto rappresentante della Ue per la Bosnia-Erzegovina, l'ambasciatore austriaco Valentin Inzko, consolidandone i poteri e dandogli il doppio cappello Commissione-Consiglio. Nel quinto punto si chiedeva di sbloccare antro giugno l'entrata in vigore del Trattato di Associazione e stabilizzazione con la Serbia, la quale, in cambio, avrebbe pienamente collaborato con il Tribunale penale internazionale per l'ex-Jugoslavia. Il sesto punto prevedeva la rapida risoluzione della controversia tra Skopje e Atene sul nome "Macedonia". Il settimo punto riguardava l'insistenza dell'Italia sull'importanza del sostegno economico per la giovane Repubblica del Kosovo. L'ottavo punto richiedeva un Vertice Ue-Balcani, allargato agli Stati Uniti, entro la prima metà del 2010.

### La «diplomazia del cucù»

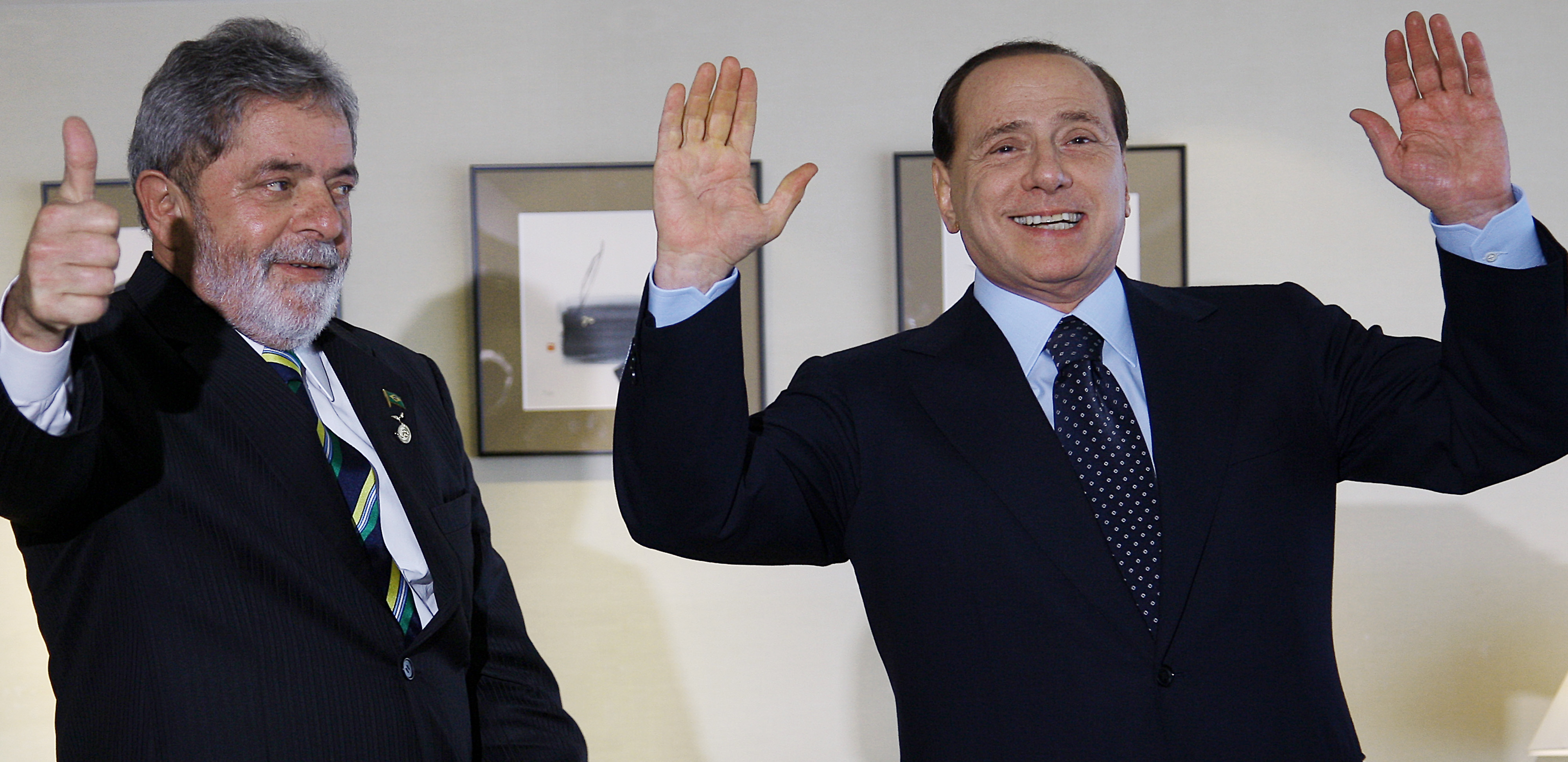
Silvio Berlusconi con l'allora Presidente del Brasile Luiz Inácio Lula da Silva il 9 luglio 2008.

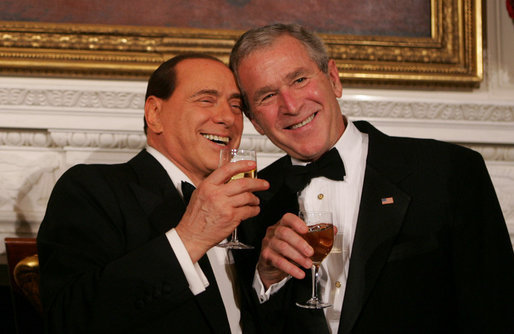
Berlusconi e Bush durante una festa alla Casa Bianca (2008).

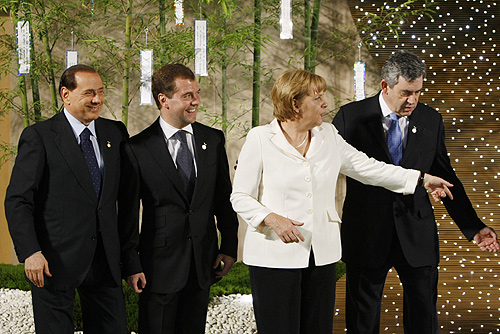
Da sinistra: Silvio Berlusconi, Dmitrij Medvedev, Angela Merkel, e Gordon Brown al G8 di Hokkaido (7 luglio 2008).

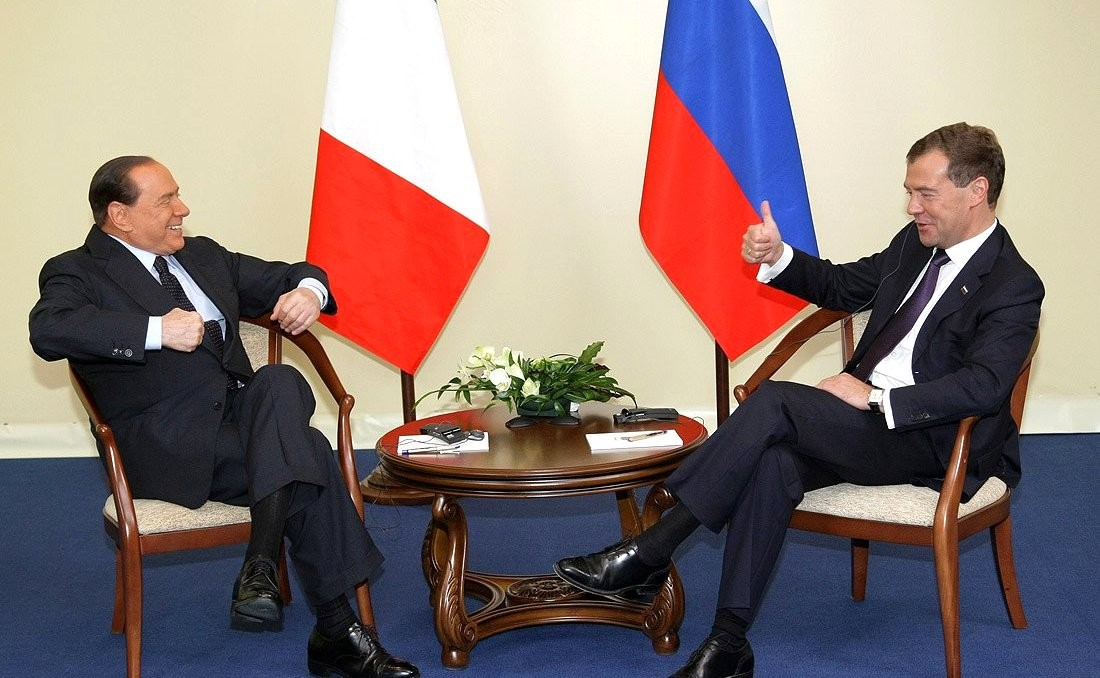
Berlusconi scherza con il Presidente della Federazione Russa Dmitrij Medvedev nel 2010.

In politica estera, Berlusconi si è impegnato nello stabilire rapporti d'amicizia, non solo istituzionali ma anche personali, con diversi leader mondiali, in particolare con il presidente statunitense George W. Bush, il primo ministro inglese Tony Blair, e il presidente russo Vladimir Putin. Berlusconi ha sempre rivendicato il successo della politica estera dei suoi governi. La politica estera di Berlusconi è stata caratterizzata dalla cosiddetta «diplomazia del cucù», una personalissima filosofia del Cavaliere nel campo degli affari internazionali tutta fondata sul fattore umano (oltre che sul primato degli interessi economici e commerciali). Berlusconi stesso, più di una volta, ha ribattezzato «diplomazia del cucù» l'atteggiamento goliardico che adotta nelle riunioni internazionali.
L'espressione si riferisce ad una gag di Berlusconi durante il vertice italo-tedesco di Trieste del 18 novembre 2008, quando il Presidente del Consiglio, nell'accogliere la Cancelliera tedesca Angela Merkel a Piazza dell'Unità d'Italia, si è nascosto dietro uno dei pili portabandiera della storica piazza cittadina, poi è sbucato all'improvviso per sorprenderla con un "cucù"; la Merkel, apparentemente divertita, ha allargato le braccia esclamando «Silvio!», poi i due leader si sono abbracciati cordialmente. Berlusconi, una volta tornato a Roma, ha scherzato con i giornalisti sull'episodio dicendo: «Io ho lo stesso modo di comportarmi con tutti: con rispetto, ma anche con simpatia. La Merkel la conosco benissimo e da tanto tempo. So che lei si diverte...».
In Italia e all'estero grande risalto mediatico hanno ricevuto alcune sue dichiarazioni, battute di spirito e comportamenti irrituali che gli hanno dato una fama di gaffeur, contribuendo nel contempo a caratterizzare la sua immagine pubblica. Secondo Peter Weber questi episodi avrebbero contribuito a far riemergere vecchi pregiudizi nei confronti della politica estera italiana condotta con «ambizione e leggerezza». Berlusconi ha invece sempre vantato l'amicalità, l'affetto (il 16 ottobre 2002, secondo quanto ripreso dall'Agi, disse alle figlie di Putin: «Chiamatemi zio Silvio»), la simpatia, la spettacolarità, la sfarzosità personale, l'ospitalità domestica come chiavi della risoluzione dei grandi problemi planetari («Grazie al mio rapporto con Putin ho impedito che la guerra fra Georgia e Russia scatenasse una terza guerra mondiale con gli americani»).
Un esempio di «diplomazia del cucù» si è avuto il 12 febbraio 2010 con la firma dell'accordo di partenariato strategico tra Italia e Albania da parte dei premier Berlusconi e Sali Berisha. I dettagli dell'accordo sono stati spiegati in una conferenza stampa a Palazzo Chigi arricchita da diverse battute. Il primo ministro albanese (ribattezzato dal Cavaliere l'«amico Sali») aveva appena promesso che fino a quando sarebbe durato il governo Berlusconi l'esecutivo albanese avrebbe cercato di limitare il più possibile gli sbarchi proseguendo sulla strada della moratoria sugli scafisti, dicendo di non volere più morti albanesi nel canale di Otranto o flussi criminali verso l'Italia, che Berlusconi ha ironizzato sullo stop agli sbarchi concedendosi una battuta: «Faremo un'eccezione per chi porta belle ragazze».
Alla fine dell'incontro con la stampa, posando per i fotografi insieme a Berisha con qualche giornalista della tv albanese, Berlusconi si è concesso ai flash con una nuova gag e ha detto scherzando: «Si sa che sono single...». Questo stile e questa filosofia sono stati rivendicati con orgoglio da Berlusconi in più occasioni: «Ho inaugurato la politica del cucù: essere aperti agli altri, agli amici, la politica dell'amicizia», in quanto «La politica estera è anzitutto un fatto di rapporti personali» e «La diplomazia fatta a braccetto rende più di quella fredda e formale». E ancora: «Dicono che faccio la diplomazia del cucù? Per me non è un'offesa. Un motteggio o una barzelletta servono per creare simpatia fra gli statisti e poi si lavora meglio».